# Service with the Colors
Service with the Colors ist ein US-amerikanischer Kurzfilm aus dem Jahr 1940. 

## Handlung
Vier Männer lassen sich zur gleichen Zeit bei der US Army einschreiben. Alle vier haben ihre Probleme mit dem Drill und den alltäglichen Dingen des Rekrutenlebens. Einer von ihnen ist ein aggressiver und kampflustiger Typ, der unbedingt in den Krieg ziehen will. Doch zu der Zeit herrscht Friede. Der Mann legt sich mit seinem Sergeant an, doch der bringt ihn wieder zur Räson, weil er in ihm letztlich einen guten Soldaten sieht.

## Auszeichnungen
1941 wurde der Film in der Kategorie Bester Kurzfilm (Two-Reel) für den Oscar nominiert.

## Hintergrund
Die Produktion der Warner Bros. wurde am 31. August 1940 uraufgeführt. Drehort war das Presidio, ein alter Militärstützpunkt in San Francisco.